# イブラヒム・アッボーラ・ガンバリ
イブラヒム・アッボーラ・ガンバリ（Ibrahim Agboola Gambari, 1944年11月24日 - ）は、ナイジェリアの国際政治学者、外交官。国際連合事務次長（政治問題担当）、国際連合事務総長特別代表、国際連合事務総長特別顧問（ミャンマー及びイラク・コンパクト担当）を務めている。
長年にわたり、国際政治学者として数々の大学で教鞭を執り、外交官・国連職員として様々な国際問題の処理に活躍している。その研究と実務にまたがる大きな功績を讃えて、2002年にはアメリカのブリッジポート大学が人文科学名誉博士号を授与し、同年にはジョンズ・ホプキンス大学が研究員会 (Society of Scholars) の一員として迎えた。さらに、ナイジェリア政府は、国民栄誉賞に相当する連邦共和国勲章 (CFR) を授与した。2023年には日本国から旭日重光章を受章した。

## 略歴
イブラヒム・アッボーラ・ガンバリは、1944年、ナイジェリアのクワラ州イロリンに生まれた。
旧都ラゴスのキングス・カレッジ（en:King's College, Lagos）を経て、ロンドン・スクール・オブ・エコノミクスに学び、政治学士号（国際関係論専攻）を取得した。さらに、ニューヨークのコロンビア大学で政治学・国際関係論を研究し、1970年に国際関係論の修士号 (M.A.) を、1974年には同博士号 (Ph.D) を取得した。
1969年にニューヨーク市立大学で教職に就いたのを初めとして、ニューヨーク州立大学オールバニー校、ナイジェリアのカドゥナ州ザリアにあるアフマド・ベロ大学（アフリカ第二の規模の大学）などで教鞭を執った。アフマド・ベロ大学では政治学部長を務め、ナイジェリア初の国際研究課程を発足させた。このほか、1986年から1989年にかけて、ジョンズ・ホプキンス大学国際研究科大学院、ジョージタウン大学、ハワード大学などでも客員教授を務めた。また、ワシントンD.C.のブルッキングス研究所とイタリアのロックフェラー財団センターでは、研究員として国際関係や外交政策に関する書籍・論文を著した。
ガンバリは、1984年から1985年にはナイジェリアの外務大臣を務め、ナイジェリア国際問題研究所長も歴任している。その後、ナイジェリアの国連常駐代表を務めた。また、10回にわたる国連総会で、上級メンバーとしてナイジェリア代表団に加わっている。1994年から1995年にかけて、ナイジェリアが安全保障理事会（安保理）の非常任理事国となった際には、二度にわたり安保理議長に就任した。さらに、国連反アパルトヘイト特別委員会の議長も務めた。
ガンバリは、1999年に国連事務局に加わった。2002年9月から2003年2月にかけて、コフィー・アナン事務総長のアンゴラ担当国連事務総長特別代表と国連アンゴラ・ミッション団長を務めた。アフリカ担当の事務次長と特別顧問を兼任していたガンバリは、2005年7月1日付けで、事務次長（政治問題担当）に任命された。
2007年ミャンマー反政府デモへの対処にあたっては、国際連合事務総長特別顧問（ミャンマー担当）として活動している。ガンバリ国連特使は、同年9月29日に旧都ヤンゴンに入り、翌30日には民主化運動指導者のアウンサンスーチーと面会。同日には、新首都ネピドーの軍事政権指導部に対して、反政府デモの武力弾圧中止や民主化促進などを呼びかけた。なお、ガンバリは、2006年11月にも国連政治局長としてミャンマーを訪れ、軍事政権トップのタン・シュエ国家平和発展評議会（SPDC）議長と会談している。また、同年5月と11月にはアウンサンスーチーと面会している。
2023年11月3日、秋の叙勲で旭日重光章を受章。

## 著作
- United Nations 21: Better Service, Better Value, Better Management, Progress Report of the Efficiency Board to the Secretary-General (1996) (co-authored with Rafeeuddin Ahmed, Jamsheed Marker, J. E. Connor and Jean-Claude Milleron) (ISBN 0-7881-7387-1)
- Report of the Security Council mission to Rwanda(UN Security Council mission chairman) (1995)
- Theory and Reality in Foreign Policy Making: Nigeria After the Second Republic (1992) (ISBN 0-391-03743-9)
- Political and Comparative Dimensions of Regional Integration: The Case of Ecowas (1991) (ISBN 0-391-03696-3)